# Schloss Grignon

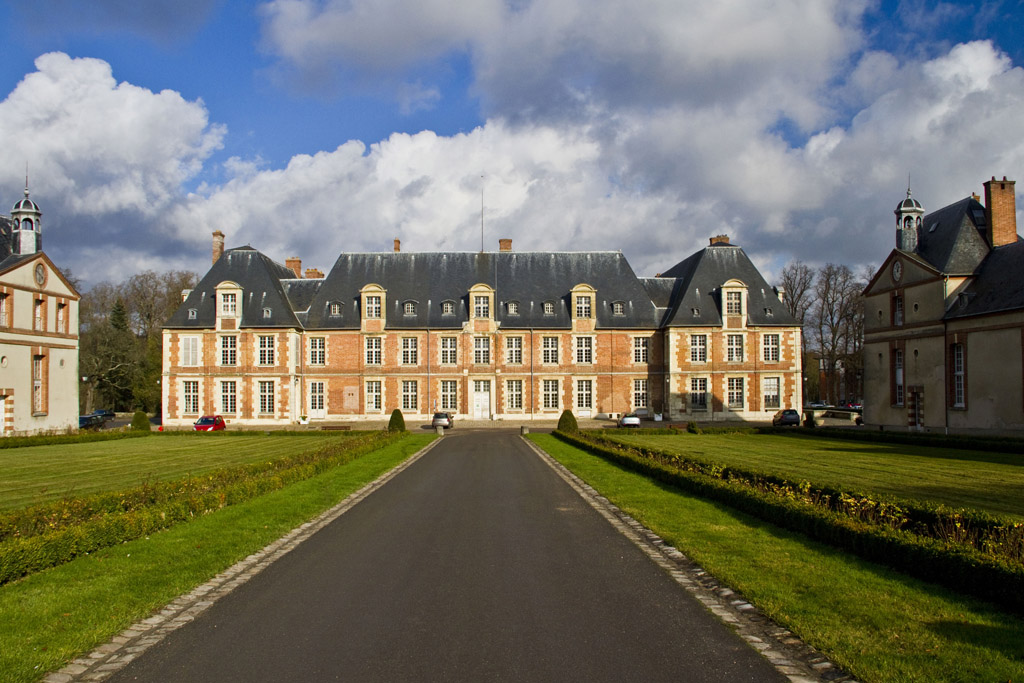
Schloss Grignon

Das im 17. Jahrhundert erbaute Schloss Grignon befindet sich in der französischen Gemeinde Thiverval-Grignon im Département Yvelines. Es ist derzeit im Besitz von AgroParisTech (Institut des sciences et industries du vivant et de l’environnement).

## Geschichte
Pomponne de Bellièvre (1529–1607), Président à mortier des Parlement de Paris und anschließend bis zu seinem Tod Kanzler von Frankreich, kaufte das Anwesen 1582 von Diane de Poitiers, ebenso wie das Anwesen Buc. Zu dieser Zeit stand auf dem Lehnsgut Buc seit dem 12. Jahrhundert ein Herrenhaus. Im 17. Jahrhundert (1636) und während der französischen Renaissance (von der Krönung Ludwigs XIII. 1610 bis 1684) ließ sein Sohn Nicolas de Bellièvre (1583–1650), Herr von Neauphle-le-Château, das heutige Schloss Grignon errichten und schaffte es 1651, dass Grignon zum Marquisat erhoben wurde.
1674 wurde das Gut Grignon durch einen Landtausch mit der Kirche von Thiverval vergrößert. Ein Teil der Häuser von Thiverval wurde geopfert und das Dorf weiter nach Westen verlegt.
Am 12. Mai 1682 verkaufte Pierre de Bellièvre das Marquisat Grignon und die Herrschaft Saint-Germain-de-la-Grange an André Potier, Chevalier, Herr von Novion, Conseiller au Parlement. Am 1. September 1693 starb hier Nicolas IV. Potier de Novion
Während der Französischen Revolution ging das Anwesen nach der letzten Marquise von Grignon, Madame de Brassac, in den Besitz von Monsieur Auguie über, dessen Tochter 1802 den Marschall Michel Ney heiratete. Die Hochzeit wurde in Thiverval im Haus des Bürgermeisters (später Schloss Thiverval genannt) gefeiert.

## Die École nationale d’agriculture bzw. d’agronomie
Nachdem der spätere Marschall Jean-Baptiste Bessières 1809 das Schloss, den Park, die Ländereien und die Bauernhöfe von Grignon von Michel Ney gekauft hatte, bot seine Witwe es 1826 zum Verkauf an. Der Zuschlag erfolgte zugunsten von Karl X., der daraus die Institution royale agronomique de Grignon machte.
Diese Landwirtschaftsschule änderte mehrmals ihren Namen: 1852 wurde sie zur École impériale d’agriculture, 1870 zur École nationale d’agriculture, 1960 zur École nationale supérieure d’agronomie de Grignon und 1971 zum Institut national agronomique Paris-Grignon. Heute heißt es AgroParisTech und ist damit die älteste der französischen Agrar- und Landwirtschaftsschulen.
Die Studenten verbringen hier das erste Jahr ihrer Ausbildung und sind in Wohnheimen in der Nähe des Schlosses untergebracht. Auf dem Gelände befinden sich auch Forschungslabore (Labore des INRA-Zentrums Versailles-Grignon und angeschlossene Labore wie das von Terres Inovia) sowie Verwaltungen des INRA.

## Architektur und Gärten
Das Schloss liegt inmitten eines 300 Hektar großen, von einer langen Mauer umschlossenen Parks (davon 130 Hektar landwirtschaftliche Flächen und 130 Hektar Wald). Es wurde im Stil Ludwigs XIII. im U-förmigen Grundriss errichtet (Verblendung aus Ziegeln und Steinen) und ist von zahlreichen anderen Gebäuden umgeben, ehemaligen Wirtschaftsgebäuden und neueren, wissenschaftlichen Einrichtungen.
Dieser gesamte Komplex ist seit dem 5. Juli 1941 als Monument historique klassifiziert.